# Gladys Aylward
Pour les articles homonymes, voir Aylward.
Gladys May Aylward, née le 24 février 1902 à Londres, morte le 3 janvier 1970 à Taipei, est une missionnaire britannique en Chine.
Elle a réussi à faire reculer la coutume des pieds bandés des femmes dans une région reculée du Nord de la Chine, appris les dialectes chinois locaux, a géré une auberge et accueilli de nombreux enfants orphelins, et fait un long périple en pleine guerre contre les Japonais pour mettre un grand nombre d'enfants à l’abri.

## Biographie

### Premières années
Gladys Aylward est née en 1902 ; elle était l'un des trois enfants de Thomas John Aylward et de Rosina Florence (née Whiskin), dans une famille laborieuse d'Edmonton, au nord de Londres. Dès son adolescence, Gladys Aylward travaille comme domestique (« housemaid »). Lorsque la vocation de devenir missionnaire s'empare d'elle, elle est acceptée par la China Inland Mission pour suivre un cours préliminaire de trois mois destiné à ceux qui voulaient devenir missionnaires. Mais du fait de son manque de progrès dans l'apprentissage du chinois, on ne lui propose pas de formation supplémentaire.
Le 15 octobre 1932, après avoir travaillé pour Sir Francis Younghusband, Gladys Aylward dépense ses économies d'une vie pour prendre le train jusqu'au xian de Yangcheng, dans la province de Shanxi, en Chine. 
Ce voyage plein de dangers la conduit à travers la Sibérie, par le Transsibérien. Elle est détenue par les Russes, mais parvient à leur échapper grâce à l'aide de gens de la région et embarque sur un navire japonais. Elle traverse alors le Japon avec l'aide du consul britannique et part pour la Chine sur un autre navire.

### L’œuvre de Gladys Aylward en Chine
Arrivée à Yangcheng, Gladys Aylward y travaille avec une missionnaire plus âgée qu'elle, Jeannie Lawson, pour fonder L'Auberge des huit bonheurs (八福客栈 bāfú kèzhàn en chinois), nom qui reflète les huit vertus : l'amour, la vertu, la douceur, la tolérance, la loyauté, la vérité, la beauté et la dévotion.
Là, elle et Mrs. Lawson ne se bornent pas à accorder l'hospitalité aux voyageurs, mais elles partagent aussi des histoires portant sur Jésus, dans l'espoir de contribuer à répandre le christianisme. Pendant un moment, elle travaille comme assistante du gouvernement de la République de Chine (en) en tant qu'« inspecteur des pieds », voyageant dans la campagne pour faire appliquer la nouvelle loi contre le bandage des pieds des petites filles chinoises. Elle obtient beaucoup de résultats dans un domaine qui avait entraîné une grande résistance, accompagnée parfois de violence contre les inspecteurs. 
En 1936, Gladys Aylward devient citoyenne de la République de Chine et devient un personnage révéré par la population, prenant avec elle des orphelins et en adoptant d'ailleurs plusieurs elle-même, intervenant dans une prison lors d'une émeute explosive et préconisant une réforme des prisons, risquant sa vie à de nombreuses reprises pour aider ceux qui étaient dans le besoin. En 1938, la région est envahie par les forces japonaises, et Gladys Aylward part avec plus de cent orphelins pour les mettre en sécurité à travers les montagnes bien qu'elle soit blessée, prenant personnellement soin d'eux (et en convertissant un certain nombre au christianisme).  
Elle ne revient pas en Grande-Bretagne avant 1949 ; à cette époque, on considérait que sa vie en Chine était en grand danger du fait des communistes, car l'armée cherchait activement les missionnaires. Installée à Basingstoke, elle donne de nombreuses conférences sur son travail. Après la mort de sa mère, Gladys Aylward cherche à retourner en Chine ; après le refus du gouvernement communiste et un séjour à Hong Kong, sous administration britannique, elle s'établit finalement à Taïwan en 1958. Là, elle fonde l'orphelinat Gladys Aylward, où elle travaille jusqu'à sa mort en 1970.

## Dans la culture populaire
Un film raconte son histoire : L'Auberge du sixième bonheur (The Inn of the Sixth Happiness). 